# Piano Red
Piano Red, geboren als Willie Lee Perryman (nabij Hampton (Georgia), 19 oktober 1911 – Decatur (Georgia), 25 juli 1985), was een Amerikaanse blues- en r&bzanger en -pianist en de eerste die zich in de hitlijsten van de popmuziek plaatste. Hij was een autodidactische pianist die in de barrelhouse bluesstijl speelde (een luid percussief type bluespiano geschikt voor luidruchtige bars of tavernes). Zijn carrière als uitvoerend musicus en opnameleider ontstond in de overgangsperiode van volledig afgezonderde 'racemuziek' naar rhythm-and-blues, die zowel voor het witte als het zwarte publiek op de markt werd gebracht. Sommige muziekhistorici noemen Perrymans opname Rocking With Red uit 1950 voor de popularisering van de term rock-'n-roll in Atlanta. Zijn eenvoudige, hard klinkende linkerhand en zijn percussieve rechterhand, in combinatie met zijn vrolijke uitroep, brachten hem meer dan drie decennia lang een aanzienlijk succes.

## Biografie
Perryman werd geboren op een boerderij in de buurt van Hampton, Georgia, waar zijn ouders Ada en Henry Perryman deelpachters waren. Hij maakte deel uit van een grote familie, hoewel bronnen verschillen over hoeveel broers en zussen hij precies had. Perryman was een albino Afro-Amerikaan, net als zijn oudere broer Rufus, die ook een bluespianocarrière had als Speckled Red.
Toen Perryman zes jaar oud was, gaf zijn vader het boerenbedrijf op en verhuisde het gezin naar Atlanta, waar hij in een fabriek werkte. Er is niet veel bekend over Perrymans opleiding of vroege leven, maar hij herinnerde zich dat zijn moeder een piano kocht voor haar twee albino zonen. Beide broers hadden een zeer slecht gezichtsvermogen, een gevolg van hun albinisme, dus namen ze geen van beide formele muzieklessen, maar ze ontwikkelden hun barrelhouse-stijl door op het gehoor te spelen. Perryman herinnerde zich soms dat hij Rufus' stijl imiteerde nadat hij hem had zien spelen, maar het is twijfelachtig of zijn broer een grote invloed had. Rufus, negentien jaar ouder dan Perryman, verliet Georgia in 1925 en kwam pas in 1960 terug. Een andere invloed die Perryman in interviews aanhaalde was Fats Waller, wiens platen zijn moeder mee naar huis nam. Andere invloeden waren waarschijnlijk de lokale bluespianisten die op "huis"- of "huur"-feesten speelden en in die tijd veel geld inzamelden voor de gemeenschap.

### Jaren 1930-1940
In het begin van de jaren 1930 speelde Perryman op huisfeesten, juke-outs en barrelhouses in Georgia, Alabama en Tennessee. Hij ontwikkelde zijn percussieve speelstijl en zijn harde zangstijl om het gebrek aan geluidssystemen te compenseren en om het lawaai van de mensen die in de zalen praten te overstemmen. Hij werkte in deze circuits samen met andere Georgia-bluesmannen, waaronder Barbecue Bob, Charlie Hicks, Curley Weaver en Blind Willie McTell.
Hij kreeg een seizoensgebonden dienstverband in de bergresortstad Brevard, North Carolina en pendelde heen en weer tussen daar en Atlanta. De baan in Brevard bracht hem voor het blanke publiek. In 1934 was hij ook begonnen met spelen in blanke clubs in Atlanta, waar hij speelde tot middernacht en daarna ging hij naar een Afro-Amerikaanse club, waar hij tot 4 uur 's nachts speelde. Perryman ontwikkelde een repertoire van popstandards, die populairder waren onder het blanke publiek, terwijl hij verder ging met het uitvoeren van zijn blues in Afro-Amerikaanse clubs.
Rond 1936 begon hij op te treden als "Piano Red". Hij maakte zijn eerste opnamen met McTell in Augusta voor Vocalion Records, maar die zijn nooit uitgebracht. Hij begon ook te werken als stoffeerder, een vak dat hij in latere jaren af en toe uitoefende.

### Jaren 1950-1960
In 1950, na 14 jaar als stoffeerder en het spelen van muziek in het weekend, nam Perryman Rockin' with Red en Red's Boogie op in de WGST-radiostudio's in Atlanta voor RCA Victor. Beide nummers werden nationale hits, die #5 en #3 bereikten in de Billboard r&b-hitlijsten, en Rockin' with Red is sindsdien vele malen onder vele titels gecoverd. Dit succes, samen met de verdere hits The Wrong Yo Yo... (naar verluidt geschreven door Speckled Red), Laying the Boogie en Just Right Bounce, liet hem toe om een actief schema uit te voeren. Hij nam ook sessies op in New York en Nashville (Tennessee) in het begin van de jaren 1950.
Red speelde op feesten voor blanke tieners van de middelbare school in Atlanta. Klanten zorgden ervoor dat hij bij hem thuis werd opgehaald en teruggebracht en zorgden voor een fles drank en een bescheiden vergoeding.
In het midden van de jaren 1950 werkte Perryman ook als diskjockey bij de radiostations WGST en WAOK in Atlanta, waar hij The Piano Red Show (later The Dr. Feelgood Show) rechtstreeks vanuit een keet in zijn achtertuin uitzond. Een jonge James Brown maakte eind jaren 1950 zijn opwachting in zijn show. Door Perrymans betrokkenheid verscheen hij in vele parades op een dieplader, wat leidde tot zijn nummer Peachtree Parade. Vanaf het midden van de jaren 1950 tot het einde van de jaren 1960 nam hij op voor verschillende platenmaatschappijen, waaronder Columbia Records, waarvoor hij verschillende platen maakte. Bij Checker Records nam hij acht kanten op met Willie Dixon op bas en Groove Records, een dochteronderneming van RCA Victor, produceerde de eerste hit voor dat label.
Als contractant bij Okeh Records in 1961 begon Perryman de naam Dr. Feelgood and the Interns te gebruiken en bracht hij verschillende hits uit, waaronder de veelbesproken Doctor Feelgood. Dit personage was er een die hij in eerste instantie had overgenomen in zijn radioprogramma's. De nieuwe carrière was echter van korte duur en hij heeft zijn vroegere status nooit meer kunnen terugkrijgen. In 1963 namen The Merseybeats de cover Mr. Moonlight op van de B-kant van Doctor Feelgood (geschreven door Roy Lee Johnson) als de B-kant van hun Britse top 5 hit I Think of You. Het werd ook opgenomen door The Beatles, die op het album Beatles for Sale in het Verenigd Koninkrijk en het album Beatles '65 in de Verenigde Staten verscheen. In 1966 nam The Lovin' Spoonful het nummer Bald Headed Lena van Perryman op op hun tweede album Daydream.

### Late carrière
Perryman bleef een populaire speler in Underground Atlanta. Hij maakte verschillende Europese tournees aan het eind van zijn carrière, waaronder optredens op het Montreux Jazz Festival, het Berlin Jazz Festival, bij de inhuldiging van kanselier Helmut Schmidt en optredens bij BBC Radio. In die tijd was hij bevriend met Bill Wyman, Keith Richards, Mick Jagger, Eric Clapton, Paul McCartney en Pete Ham van Badfinger, die een liedje ter ere van hem schreven.
Muhlenbrink's Saloon sloot in 1979 en Perryman zat zonder vaste baan. Dat duurde tot 1981, toen hij werd ingehuurd om vijf avonden per week op te treden in de Excelsior Mill in Atlanta. In 1984 vroeg hij mede-eigenaar Michael Reeves om een live-opname te regelen en Reeves regelde een mobiele opname in oktober van dat jaar.
In 1985 nam Perryman het nummer Yo Yo op, een duet met Danny Shirley, die later de leadzanger was van de band Confederate Railroad. De plaat bereikte de nationale hitlijst in dat jaar.
De tapes van de Excelsior Mill bleven vijfentwintig jaar lang in Reeves' bezit. In april 2010 vormde hij een samenwerkingsverband met de schrijver en producent David Fulmer om een cd van de opname uit te brengen onder de titel The Lost Atlanta Tapes. De cd werd op 17 augustus 2010 uitgebracht door Landslide Records.

## Privéleven en overlijden
Perryman trouwde in het begin van de jaren 1930 en hij en zijn vrouw Flora kregen twee dochters. Hij overleed in juli 1985 op 73-jarige leeftijd aan de gevolgen van kanker.

## Discografie
- 1956: Jump Man, Jump
- 1956: Piano Red in Concert [live]
- 1962: Doctor Feelgood & the Interns
- 1962: Doctor Feelgood
- 1970: Happiness Is Piano Red
- 1972: Dr. Feelgood All Alone with His Piano
- 1992: Atlanta Bounce
- 1992: Blues, Blues, Blues [live]
- 1993: Doctor is In
- 1999: Flaming Hurricane
- 2000: Rocks
- 2006: Piano Red's Blueberry Hill (2006)
- 2007: Diggin' The Boogie 1950–1956 (2007)
- 2009: The Essential Dr Feelgood Piano Hits
- ????: Ain't Gonna be Your Low Down Dog No More [live]
- ????: Jumpin' the Boogie
- ????: Let Me Play With Your Poodle
- ????: Piano Dr. Feelgood Red

- Bibliothèque nationale de France: cb140270611 (data)
- Gemeinsame Normdatei: 134810155
- International Standard Name Identifier: 0000 0000 8003 7495
- Library of Congress Control Number: n94010904
- MusicBrainz: f24a8d62-813c-41be-af24-e7c56d03c37d
- SNAC: w6mb2b4j
- Virtual International Authority File: 76514202
- WorldCat: E39PBJfWWRFGhqYtryVV4Dq4v3